# Xanthosoma mariae
Xanthosoma mariae är en kallaväxtart som beskrevs av Josef Bogner och Eduardo G. Gonçalves. Xanthosoma mariae ingår i släktet Xanthosoma och familjen kallaväxter.
Artens utbredningsområde är Peru. Inga underarter finns listade.